# 鶏白湯ラーメン

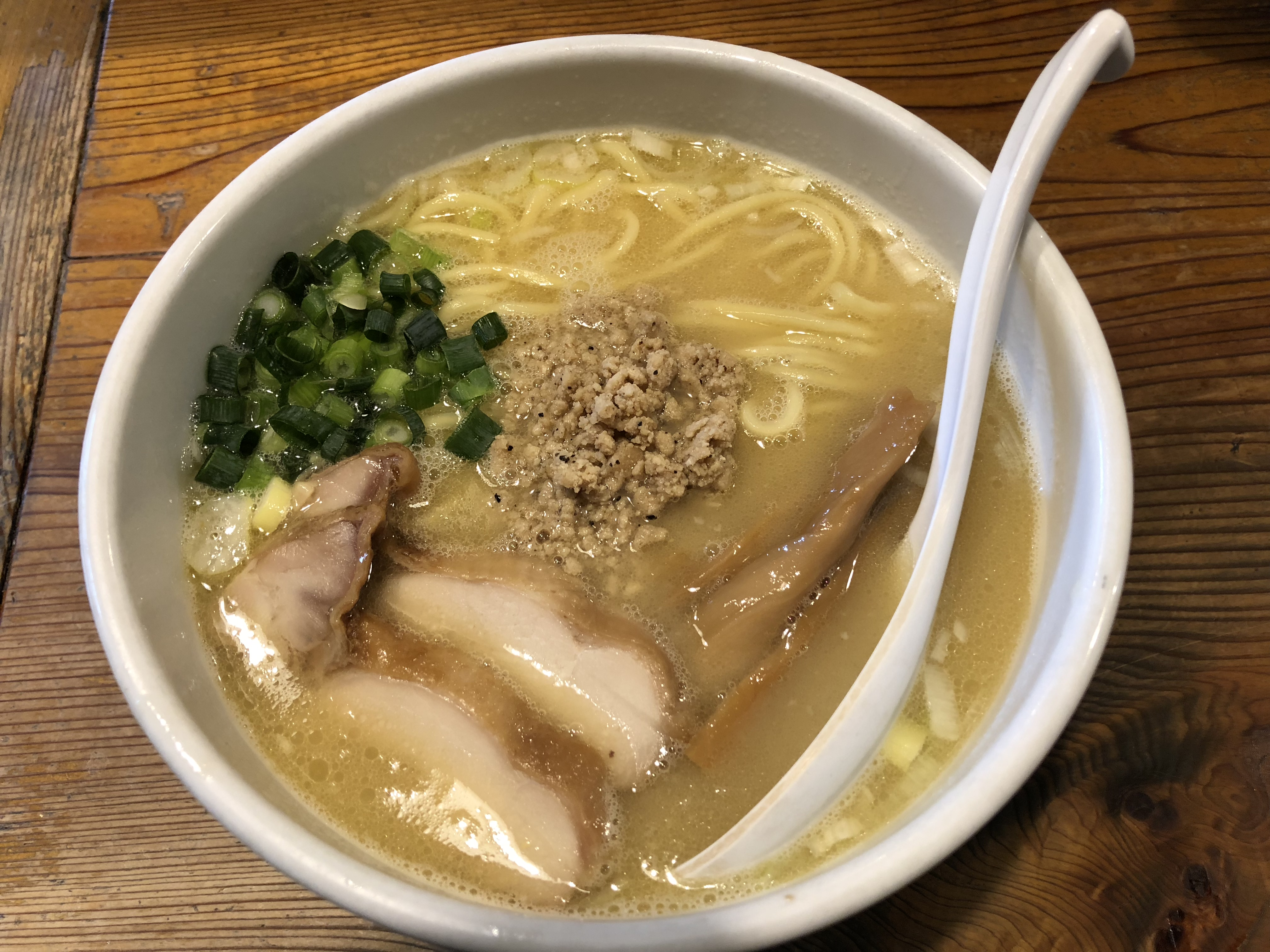
鶏白湯ラーメンの例（池袋、鶏の穴）

鶏白湯ラーメン（とりぱいたんラーメン）は鶏ガラなどを白濁するまで煮込んだスープをベースとするラーメンのことである。鶏白湯ラーメンと言ってもその言葉の範囲は広く、豚骨や魚介を掛け合わせたものや、茶色に近い色のものや撹拌機によって白くされたものも含む。

## 概要
丸鶏や鶏ガラなど、鶏を主材料として一定時間煮込んで白濁させたスープを用いるラーメンである。鶏の旨みが前面に出ており、豚骨スープと比べた場合は、鶏白湯スープのほうがくせがなく、後味が豚骨ラーメンのそれに比べてさっぱりとしており、老若男女に好まれる味となっていることが一般的な特徴である。
スープを撹拌することによって白さを演出しているものであっても、ジューサータイプやハンドミキサータイプなどその撹拌の方法は限定されない。一般に撹拌のメリットはかえしとスープの均一化や、口当たりがまろやかになることがあげられる。そのような撹拌された鶏白湯ラーメンは「泡系ラーメン」や「カプチーノ系ラーメン」と呼ばれるが、どちらも豚骨ラーメンにも使われる用語であり一様に鶏白湯ラーメンを指すとは限らない。また「エスプーマ系ラーメン」と呼ばれることもあるが、「エスプーマ」は亜酸化窒素を使い、あらゆる食材をムースのような泡状にする調理法を指す言葉であって、鶏白湯ラーメン一般を指して「エスプーマ系ラーメン」とするのは誤用である。もっとも、鶏白湯ラーメンの上にエスプーマが乗ったラーメンも存在する。
2013年9月25日に放送された日本テレビ系列の朝の情報番組『ZIP!』での調査によれば、甘味、塩味、酸味、苦味、旨味の5つの味の成分計測を行ったところ、鶏白湯は他のラーメンスープよりも甘味と旨味の数値が高かった。甘味と旨味は人間が本能的に好む味であることから鶏白湯の人気が高まったのではないかと推測している。

## 歴史
白湯（パイタン）そのものは中華料理にルーツを持つ。中華料理での白湯は鶏だけでなく、魚介類や豚骨を用いることもある。
1971年に屋台で創業した『天下一品』が鶏白湯ラーメンを提供する店としては有名ではあるが、天下一品の創業と同時期に鶏白湯ラーメンを出す「天天有」なども創業しており天下一品が鶏白湯ラーメンの発祥というわけではない。

### 日本でのブーム
日本では2005年ごろから鶏白湯ラーメンのブームが起きた。2013年頃からは鶏白湯にはコラーゲンが豊富に含まれているということで女性からの人気を呼んだ。このため、日本における中華料理の白湯も鶏出汁のものが多くなっている。
東京都内に限っても鶏白湯ラーメン専門店が2012年に6軒、2013年には9月までに10軒が新規オープンしている。上述の2013年の『ZIP!』の調べでは東京都内の鶏白湯ラーメン専門店30店のうち12店が、2008年頃にブームとなった博多水炊き鍋にヒントを得たと答えており、鶏白湯ラーメンのブームは博多水炊き鍋ブームから続くものではないかと推測している。
また、鶏白湯ラーメンを主とする新規ラーメン店の出店が増えているのは、鶏白湯スープを冷凍型スープとして提供する業者の存在があげられる。ラーメンスープを作るためには長時間煮込む必要があるため、これに要するガス代や人件費は経費として非常に大きい金額となる。冷凍スープを業者から購入することで、このガス代の経費を3分の1から5分の1程度に減らすことが可能である。このような冷凍スープの販売はラーメン専門店のみならず、他の飲食店への導入や料理専門店ではない業態の店、一例として六本木のライブハウスでライブが行われない平日ランチタイムのみラーメンを販売するといったことも行われるようになった。